# T.B.Fruit
T.B. Fruit — українська група компаній із замкненим циклом виробництва (вирощування сировини-переробка-транспортування). Головний офіс компанії розташовано в Городку (Львівська область). Засновник — український підприємець Тарас Барщовський.

## Діяльність
Группа була створена в липні 2011 року шляхом об'єднання активів Барщовського. На початку 2019 року група мала 3500 га. садівничих угідь, до неї входило 8 заводів з переробки фруктів, овочів та ягід в Україні, Польщі і Молдові), транспортно-логістичний та інжиніринговий бізнес, завод із виробництва пектину. Групі належить торгова марка Galicia, під якою в Україні виробляють соки прямого віджиму. У 2019 році група зайняла 10 % світового ринку соку, і планувала досягти частки 12-14 % у 2020 році.

## Історія
- 1999 — заснування компанії «Танк Транс»[3].
- 2003 — заснування компанії «Яблуневий дар». Придбання заводу з виробництва концентрованих соків в м. Городку (Львівщина) з обладнанням 1962 року випуску.[3]
- 2005 — реконструкція заводу в м. Городок. Встановлено сучасне обладнання — преси, вакуум-випарна установка, ультрафільтрація[3].
- 2006 — придбано завод з переробки фруктів у с. Затишшя (Харківська область)[джерело?].
- 2007 — збудовано новий завод у с. Солобківці (Хмельницька область). Збільшено виробничі потужності на заводі в Городку[3].
- 2011 — придбано завод в Двікозах (Польща), подвоєно його виробничі потужності. Збільшення загального обсягу складів на 20 000 т. Заснування управлінської компанії Т. Б. Фрут (T.B. Fruit). Початок випуску NFC соків для кінцевого споживача під ТМ Galicia[3].
- 2012 — збудовано завод з виробництва концентрованих соків у м. Липовець (Вінницька область). Придбання заводів у с. Ременів (Львівська область) та смт. Нова Ушиця (Хмельницька область).[3]
- 2013 — запущено новий завод з переробки фруктів у м. Аннополь (Польща). Початок будівництва заводу в Єдинці (Молдова).[3]
- 2014 — збільшення виробничих потужностей на заводах в м. Аннополь (Польща) та с. Липовець (Вінницька обл.)[джерело?]
- 2015 — збудовано і запущено новий завод з переробки фруктів у м. Єдинець (Молдова)[3]. У серпні того ж року Печерський райсуд Києва наклав арешт на майно компанії «Яблуневий дар» і «Танк Транс», однак у вересні того ж року зняв арешт з компаній.
- 2016 — створення компанії T.B. Pack, що спеціалізується на виробництві дерев'яних піддонів. Відкриття офісу «T.B. Fruit North America LLC» у США. Запуск лінії обробки овочів виробничою потужністю 500 тонн на день.[3]
- 2017 — будівництво заводу з виготовлення пектину. Збільшено вдвічі потужності виробництва заводу у Молдові (Єдинці).[3]
- 2018 — збільшено потужності деревообробної компанії T.B. Pack[3].
- 2019 — Запущено виробництво пектину. Збудовано головний офіс Групи компаній T.B. Fruit.[3] У жовтні того ж року ТзОВ «Танк Транс» ухвалив рішення про ліквідацію підприємства[4]. За підсумками 2019-го року група компаній T.B. Fruit займала 10 % світового ринку соку[5].
- У лютому 2020 року T.B. Fruit анонсувала плани перенесення напрямку шокової заморозки овочів, фруктів та ягід з польського заводу на основний завод групи до Городку[6]. Тоді ж було анонсовано плани будівництва заводу з вироблення технічного спирту у Львівській області: інвестиції в підприємство мали скласти орієнтовно $800 тис.[7]

### Банкрутство підприємств групи
У 2011—2013 роках компанії групи («Яблуневий Дар» і «Танк Транс») взяли в Дельта банку кредити на суму близько 100 мільйонів євро.
У заставу за цими кредитами було передано різноманітне майно групи, а також майнові права на торгову марку Galicia, яка оцінювалась у 49,5 млн грн.
За частиною кредитів поручителем виступав сам Тарас Барщовський.
Восени 2014 року у Дельта-банку виникли фінансові труднощі і він отримав кредит у Державній іпотечній установі на суму 1,41 млрд грн. У забезпечення цього кредиту банк передав борги компаній «Яблуневий дар» і «Танк Транс».
На початку 2015 року компанії «Яблуневий дар» і «Танк Транс» уклали договори відступлення прав вимоги з іншими клієнтами банку, які не мали можливості забрати з банку свої кошти (Cargill, «Інвестком») на загальну суму понад 100 млн євро.
Зокрема, кредитні зобов'язання «Яблуневого дару» було обміняно на 60 млн доларів депозиту Cargill.
Після цього компанії групи заявили Дельта Банку про «залік зустрічних однорідних вимог» та припинення своїх зобов'язань за кредитами.
Дельта банк не погодився з таким рішенням, оскільки Державна іпотечна установа втрачала забезпечення за наданим банку кредитом. Генеральна прокуратура наклала арешт на майно компаній «Яблуневий дар» і «Танк Транс». Після ліквідації банку такої ж думки дотримувався Фонд гарантування вкладів.
Однак компанії групи подали позови до суду про припинення застав та іпотек. Львівські суди ці позови спочатку задовольнили, проте на початку 2016 року Вищий господарський суд скасував відповідне рішення щодо компанії «Яблуневий дар» і повернув справу на повторний розгляд. Новий склад суддів визнав недійсними договори заліку «Яблуневого дару», а остаточно це рішення (із незначними змінами) затвердив Верховний Суд України у жовтні 2018 року.
Барщовський із таким рішенням не погоджувався.
Аналогічне судове рішення щодо заліків «Танк Транс» було остаточно ухвалено значно пізніше, на початку 2020 року.
Після судової тяганини, держава (в особі Фонду гарантування вкладів) не вважала можливим повернути борги повністю і 9 липня 2018 року фонд виставив права вимоги на 6 млрд грн на голландський аукціон. Але хоч ціна й була зменшена до 1,2 млрд грн (тобто, вп'ятеро менше суми боргу), покупців не знайшлося.
Ті ж права вимоги заборгованості було повторно виставлено на аукціон 7 листопада 2019 року, вже в складі пулу з активів кількох банків.
22 жовтня 2019 року, коли в пресі з'явилися повідомлення про майбутній аукціон, засновники «Танк Транс» ухвалили рішення про ліквідацію компанії.
На аукціоні 7 листопада 2019 року весь пул боргів викупила фінансова компанія «Інвестохіллс Веста» за 849 млн грн.. 26 листопада 2019 року Господарський суд Львівської області розпочав провадження про банкрутство «Яблуневого Дару» за заявою «ТБ Сад».
На думку правників, таким чином Тарас Барщовський намагався оголосити банкрутами свої цілком успішні компанії, щоб не повертати кредит правонаступнику збанкрутілого Дельта банку.
Представники компанії «Інвестохіллс Веста» продовжували судові переслідування компаній Барщевського, зокрема, в лютому 2020 року ініціювали кримінальне провадження, яке юристи Барщевського назвали замовним. У квітні 2021 року Тарас Барщевський домовлявся про мирову угоду з компанією «Інвестохіллс Веста». У травні 2020 року сторони оприлюднили свої погляди на ситуацію, що склалася.

## Продукція
- Концентрати соків
- Соки прямого віджиму
- Заморожені фрукти та овочі
- Пюре
- Пектин